# Broncia Koller-Pinell

Fotografie von 1895

Broncia Koller-Pinell (geboren 25. Februar 1863 in Sanok, Österreich-Ungarn; gestorben 26. April 1934 in Wien) war eine österreichische Malerin und zählt zu den bedeutendsten Vertreterinnen der Wiener Moderne.

## Leben

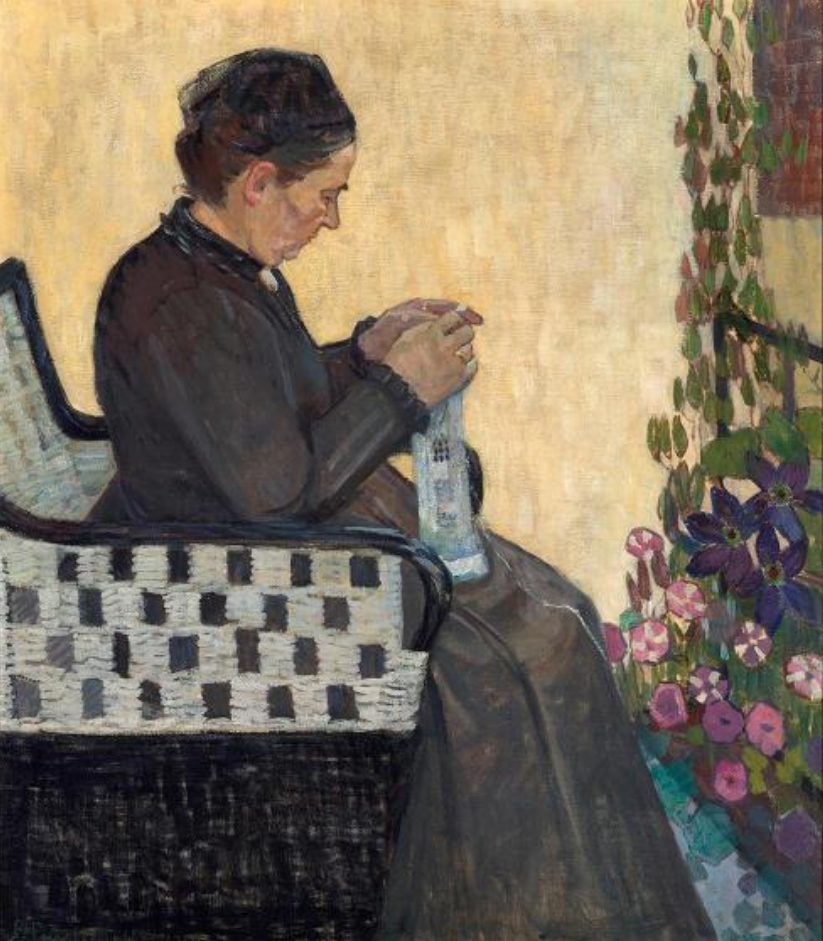
Die Mutter der Künstlerin, 1907

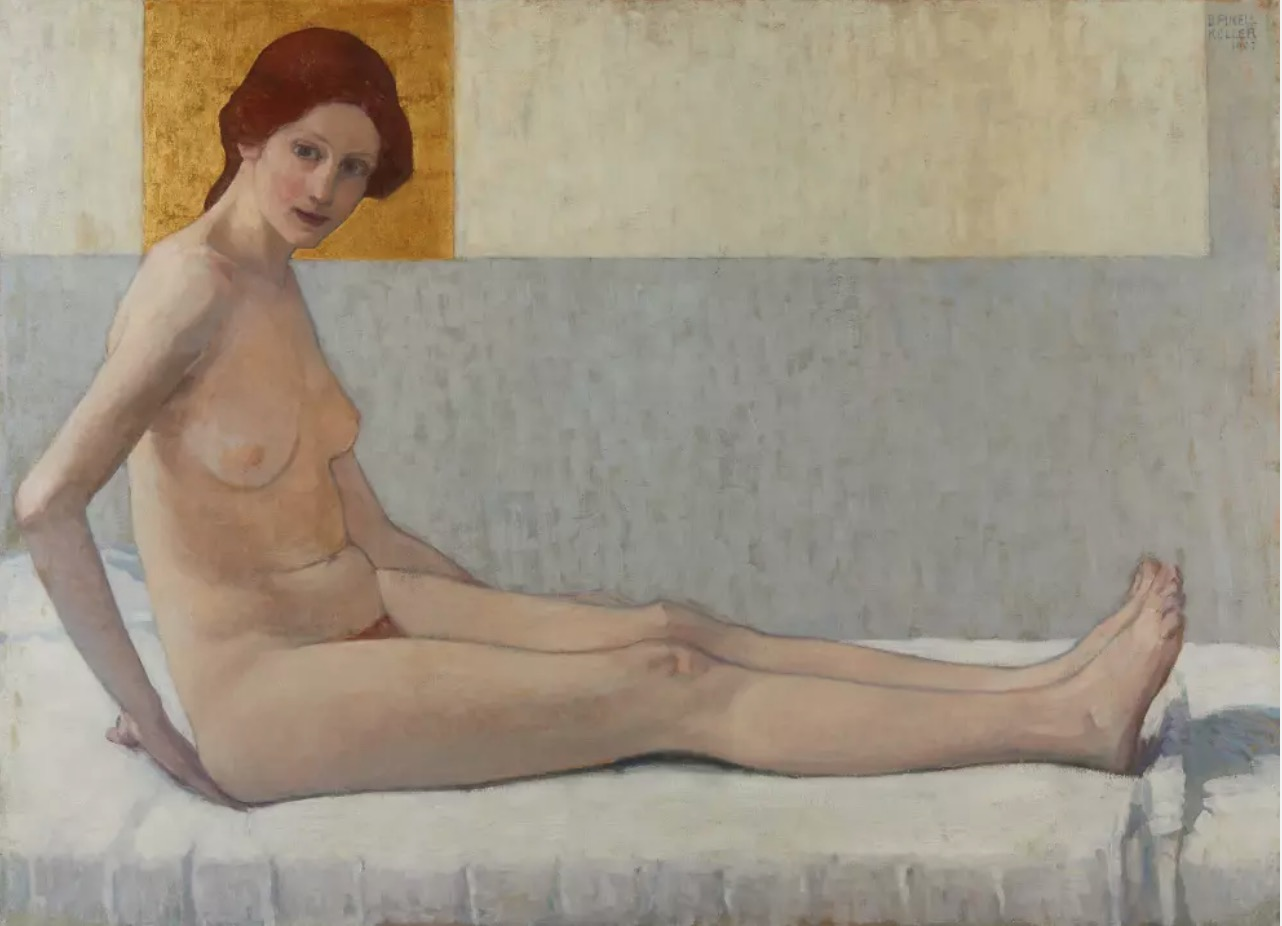
Sitzende (Marietta), 1907

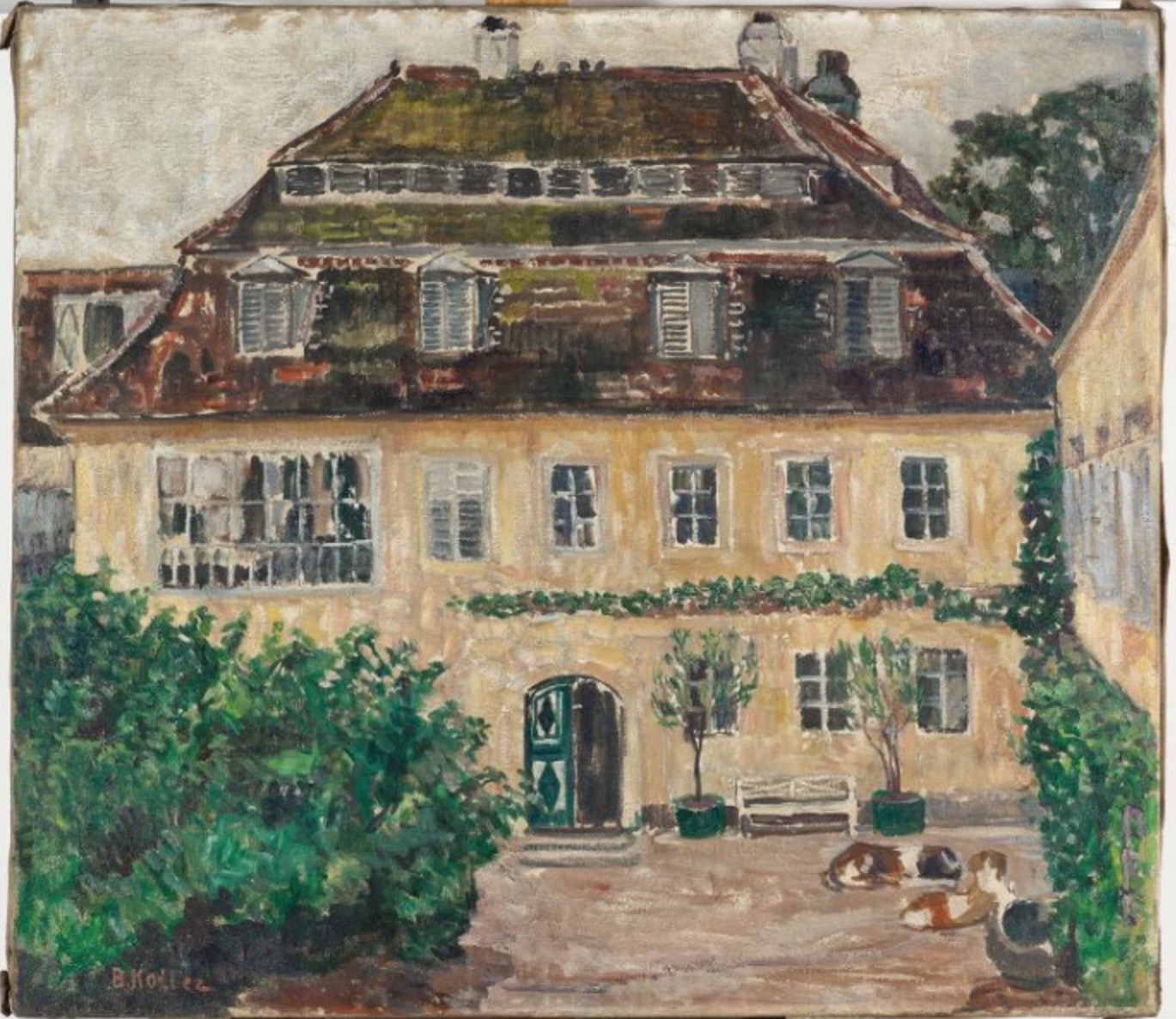
Das „Kollerhaus“ in Oberwaltersdorf, (Titel: Das Herrenhaus in Oberwaltersdorf, um 1912)

Die Künstlerin wurde als Bronisława Pineles im damals österreichischen Galizien geboren. Sie entstammte einer jüdischen Familie. Ihre Eltern waren der Decken- und Wollwarenfabrikbesitzer Saul Pineles (1834–1903) und Clara, geb. Herzig (1835–1910). 1870 kam sie mit ihren Eltern nach Wien und erhielt ab 1881 Privatunterricht im Malen bei Robert Raab und Alois Delug, da Frauen der Besuch der Akademie verwehrt war. Von 1885 bis 1887 studierte sie an der Damenakademie des Münchner Künstlerinnenvereins bei Ludwig von Herterich. Nach ihrer Rückkehr nach Wien, debütierte sie 1890 im Künstlerhaus mit dem Gemälde Sonntag bei der Großmutter. Es folgten Ausstellungen im Glaspalast München (1893), Wiener Künstlerhaus (1894), und Leipzig.
Im Kreis der „Brucknerianer“ (Hugo Wolf, Fritz Eckstein, Joseph und Franz Schalk) lernte die Malerin 1890 den Wiener Industriellen Hugo Koller kennen, den sie gegen den Willen ihrer Familie 1896 heiratete. Gemeinsam hatten sie zwei Kinder; die Malerin Silvia Koller (1889–1963) und den Dirigenten Rupert Koller.
Das Ehepaar lebte zunächst in Nürnberg und Hallein und kehrte 1902 nach Wien zurück. Hier wurde Koller-Pinell rasch in den Kreis um Gustav Klimt und der Secessionisten aufgenommen und sollte als einzige Frau an den Freitagstreffen der Klimt-Gruppe teilnehmen. 1904 übersiedelte sie nach Oberwaltersdorf, wo sie das Haus ihrer Eltern geerbt hatte. Ab 1905 intensivieren sich die Freundschaften zu Koloman Moser und Josef Hoffmann, die in weiterer Folge das Anwesen der Kollers in Oberwaltersdorf restaurieren und ausstatten sollten.

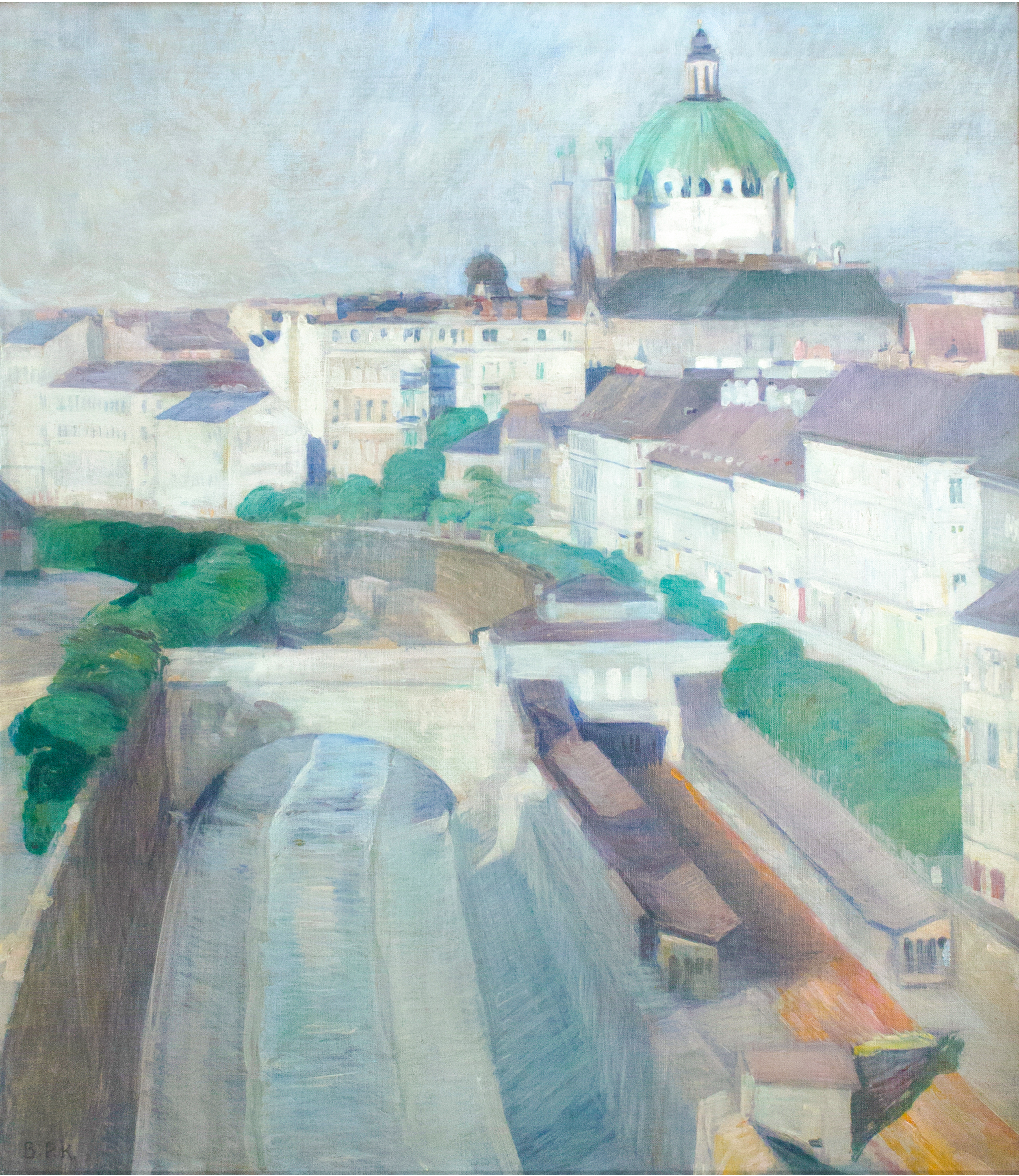
Blick über das Wiental, vor 1902

Im Laufe der Jahre verkehrten zahlreiche bedeutende Künstler und Wissenschaftler, wie Egon Schiele, Lou Andreas-Salomé, Sigmund Freud, Gustav und Alma Mahler, Hugo Wolf oder Anton Peschka in Oberwaltersdorf.
1907 porträtierte sie ihren engsten Malerkollegen Heinrich Schröder, 1908 und 1909 nahm sie an der Kunstschau der Klimtgruppe teil. 1911 folgte eine große Ausstellung in der Galerie Miethke, Wien, gemeinsam mit den Werken Heinrich Schröder unter dem Titel Koller-Schröder. Der Katalog zur Ausstellung ist heute in der digitalen Sammlung des Belvedere erhalten. Die Ausstellung wurde umfassend von Bertha Zuckerkandl-Szeps in der Wiener Allgemeinen Zeitung rezensiert.
Sie wurde 1913 in den aus der Klimtgruppe entstandenen Bund österreichischer Künstler aufgenommen, in dessen Rahmen sie an internationalen Ausstellungen teilnahm. 1913 in Budapest und Brüssel, 1914 in Leipzig und Rom.
Nach dem Ersten Weltkrieg pflegte Koller-Pinell engen künstlerischen Kontakt zu Anton Faistauer, Albert Paris Gütersloh, Heinrich Schröder, Carl Hofer und Franz von Zülow. 1918 intensivierte sich der Kontakt zu Egon Schiele. Schiele porträtierte in diesem Jahr Hugo Koller, das Werk befindet sich heute in der Sammlung des Belvedere. Im selben Jahr malte Broncia das Ehepaar Schiele, während diese den August in Oberwaltersdorf verbrachten.

„Wir empfanden, dass Schiele ein Mensch war, der uns allen sehr nahe stand, selbst Vater hatte eine aufrichtige Freude an ihm, die Idee des neuen Bundes wurde damals gerade wahr. […] Er brachte Gütersloh zu uns, Faistauer war auch da, von uns Mutter, Schröder und ich. Es war ein kleines Festmahl, es wurde Schampus auf den neuen Bund getrunken. Die drei Freunde hatten am Nachmittag vorher die ersten Beschlüsse gefaßt, Mutter und Schröder waren Mitglieder, die darauffolgenden Wochen waren schön.“

1919 stellte Koller-Pinell ihre Werke mit der Künstlervereinigung Der Wassermann in Salzburg aus. 1924 besucht der deutsche Maler Carl Hofer Oberwaltersdorf und porträtierte Broncia (heute Sammlung Belvedere). 1927 wird unter der Leitung Fanny Harlfinger-Zakuckas die 1. Ausstellung Wiener Frauenkunst des Verbands Wiener Frauenkunst im Museum für angewandte Kunst, Wien (MAK) organisiert. Neben u. a. Helene Funke, Maria Cyrenius, Elfriede Miller-Haunfels, ist Koller-Pinell mit acht Werken vertreten. Ab 1930 stellte sie auch mit der Münchner Secession aus.
Broncia Koller-Pinell starb am 24. April 1934 an den Folgen einer Krankheit und wurde auf dem Döblinger Friedhof bestattet. Anlässlich ihres Todes schreibt Heinrich Schröder an Tochter Silvia Koller: „Ein Trost ist zu wissen, daß ihr Leben überaus begnadet war, wenn auch die Welt, besonders die Künstler in Wien, sie nicht in ihrem Wert erfassen konnten. Dazwischen lagen Welten. Ihre Leistung geht weit hinaus über die kurze Lebensspanne.“

## Rezeption
Die posthume Anerkennung begann 1961 durch Silvia Koller mit der Gedächtnisausstellung Broncia Koller. 1863–1934. in der Österreichischen Staatsdruckerei in Wien. Die Österreichische Galerie Belvedere erwarb aus der Schau das Werk Die Ernte. 1980 folgte eine Retrospektive in der Landesgalerie Niederösterreich. Im Jahr 1993 zeigte das Jüdische Museum Wien ihr Werk unter dem Titel Broncia Koller-Pinell. Eine Malerin im Glanz der Wiener Jahrhundertwende.
2024 wurde ihr Schaffen im Belvedere, Wien unter dem Titel Broncia Koller-Pinell. Eine Künstlerin und ihr Netzwerk gezeigt. Dazu erschien ein umfangreicher Katalog.

## Bedeutung
Broncia Koller-Pinell zählt zu den bedeutendsten Künstlerinnen Österreichs um die Jahrhundertwende, neben Olga Wisinger-Florian, Tina Blau und Marie Egner. Sie durchlief viele moderne Kunstströmungen, vom Impressionismus über den Jugendstil bis zu Expressionismus und Neuer Sachlichkeit. Themen ihrer Malerei waren v. a. Porträt, Genre und Stillleben. Ihr Werk war oftmals umstritten und harter Kritik ausgesetzt, dennoch war sie als einzige Künstlerin Teil der engsten Klimtgruppe.
Koller-Pinells Werke sind heute in den permanenten Schausammlungen des Belvedere, Leopold Museum, der Niederösterreichischen Landesgalerie und des Lentos, Linz zu sehen.

## Ausstellungen
- 1893 Glaspalast, München
- 1908 Kunstschau, Wien
- 1909 Internationale Kunstschau, Wien
- 1911 „Kollektivausstellung B.Koller-Pinell und Heinrich Schröder“, Galerie Miethke, Wien
- 1930–31 Münchner Secession
- 1975 „Broncia Koller-Pinell“, Galerie Gras, Wien
- 1980 „Die Malerin Broncia Koller“, Landesgalerie Niederösterreich, Wien
- 1991 „Broncia Koller-Pinell“ Kunsthandel Hieke, Wien
- 1993 „Koller und Schröder. Eine Künstlerfreundschaft“, Kunsthandel Hieke, Wien
- 1993 „Broncia Koller-Pinell. Eine Malerin im Glanz der Wiener Jahrhundertwende“, Jüdisches Museum, Wien
- 2007/8 „Wien-Paris. Paris, Van Gogh, Cézanne und Österreichs Moderne 1880–1960“, Belvedere, Wien
- 2008 „Klimt und die Kunstschau 1908“, Belvedere Wien
- 2013/14 „Facing the modern the portrait in Vienna 1900“, National Gallery, London
- 2016 „Kunst für alle. Der Farbholzschnitt in Wien um 1900“, Schirn Kunsthalle, Frankfurt
- 2017 „Die bessere Hälfte“, Jüdisches Museum Wien
- 2018/19 „Klimt ist nicht das Ende“ Belvedere, Wien, BOZAR, Brüssel
- 2019 „Stadt der Frauen“, Belvedere, Wien
- 2019 „Faistauer, Schiele, Harta & Co“, Salzburg Museum
- 2021/22 „Die Sammlung Schedlmayer“, Leopold Museum
- 2023 „After Impressionism – Inventing Modern Art“, National Gallery, London
- 2023/24 „We ♥“, Heidi Horten Collection, Wien
- 2024 „Broncia Koller-Pinell. Eine Künstlerin und ihr Netzwerk“, Belvedere, Wien
- 2024 „Broncia Koller-Pinell - Heinrich Schröder. Eine Künstlerfreundschaft“, Kunsthandel Hieke, Wien

## Werke (Auswahl)
- Blick über das Wiental (Privatbesitz, Wien), vor 1902, monogrammiert, Öl auf Leinwand, 103 × 91 cm
- Orangenhain an der französischen Riviera (Wien, Österreichische Galerie Belvedere), 1903, Öl auf Leinwand
- Die Mutter der Künstlerin (Wien, Österreichische Galerie Belvedere, Inv. Nr. Lg 748), 1907, Öl auf Leinwand, 91 × 77,5 cm
- Sitzende - Marietta (Sammlung Eisenberger), 1907, Öl auf Leinwand, 107,5 × 148,5 cm
- Die Ernte (Wien, Österreichische Galerie Belvedere, Inv. Nr. 5458), 1908, Öl auf Leinwand, 110 × 130 cm
- Stilleben mit Früchten und Papagei (St. Pölten, Museum Niederösterreich, Inv. Nr. KS-7244), 1910, Öl auf Leinwand, 82,2 × 107,2 cm
- Töpfermarkt (St. Pölten, Museum Niederösterreich, Inv. Nr. KS-6861), 1910, Öl auf Leinwand, 141,3 × 141 cm
- Bildnis Anna Mahler (Sammlung Eisenberger), um 1921, Öl auf Leinwand, 95 × 80 cm
- Bäumchen im Schnee (Wien, Leopold Museum, Inv. Nr. 4046), Öl auf Karton

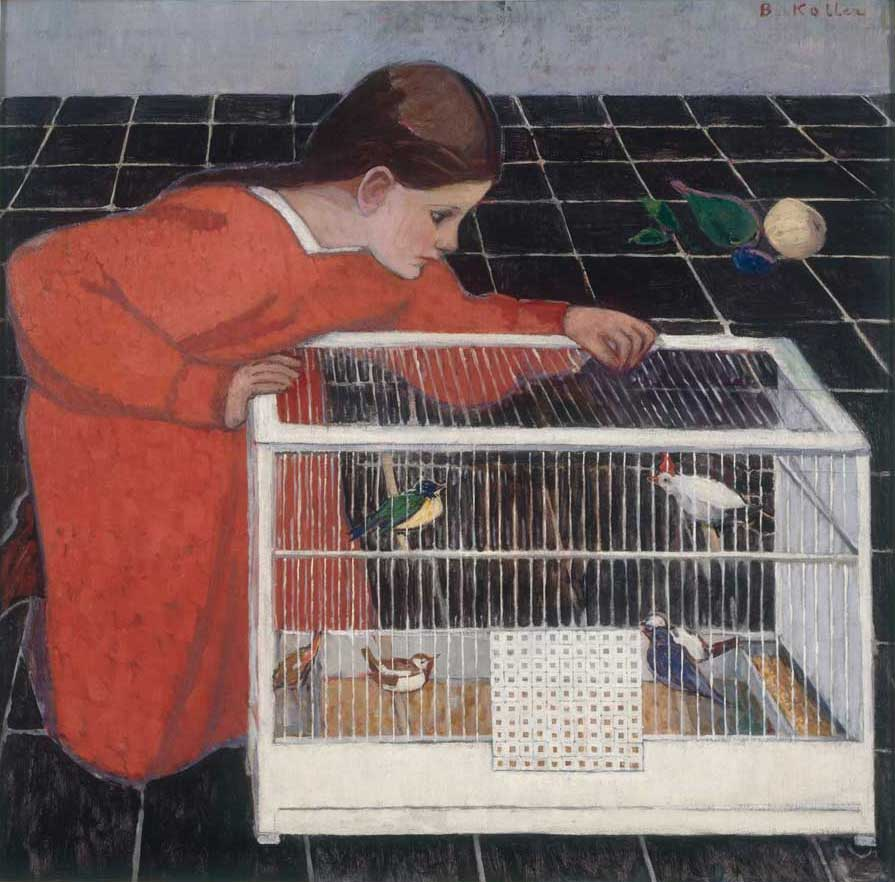
Silvia Koller mit Vogelkäfig, nach 1905
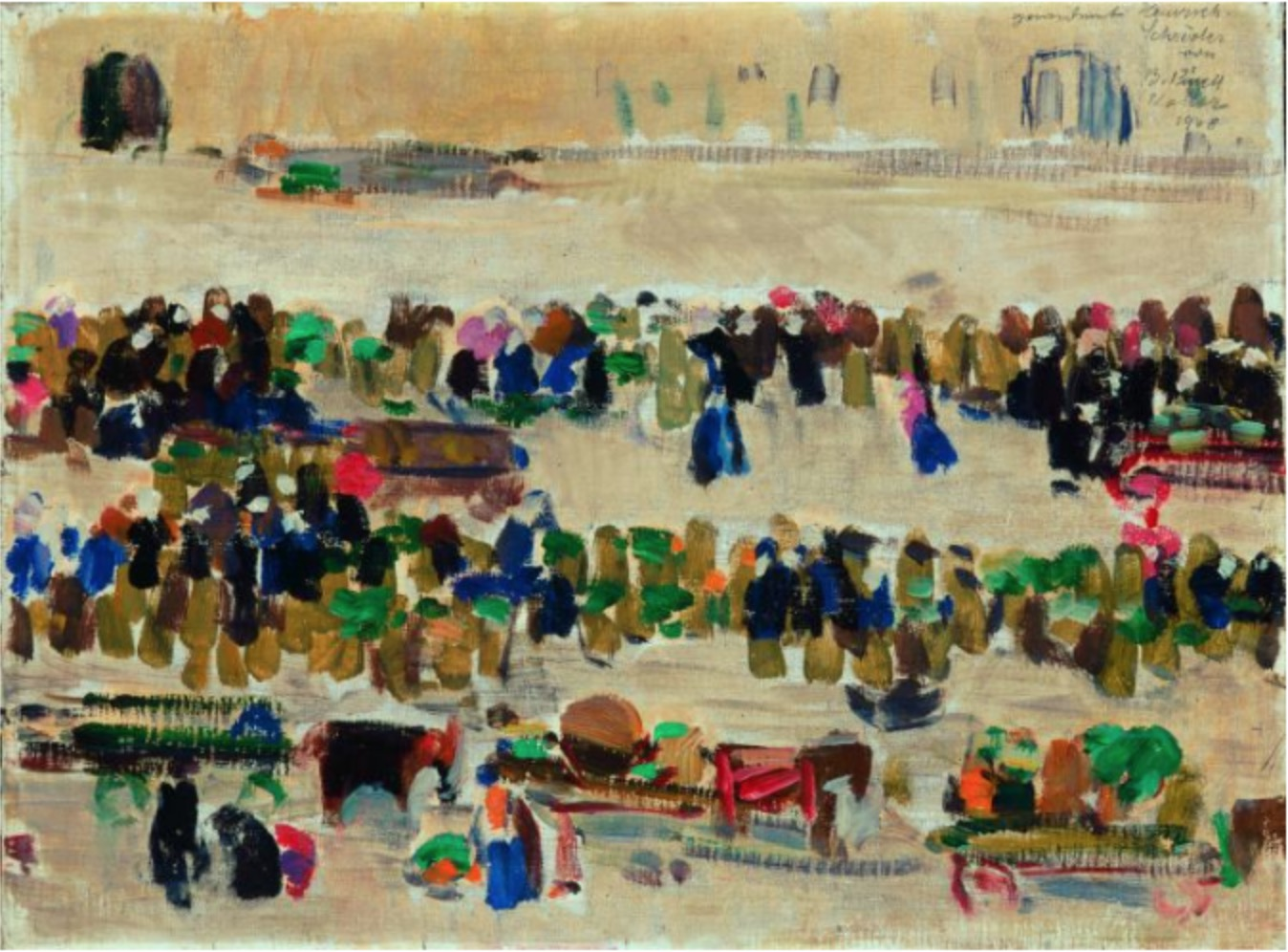
Naschmarkt, um 1907
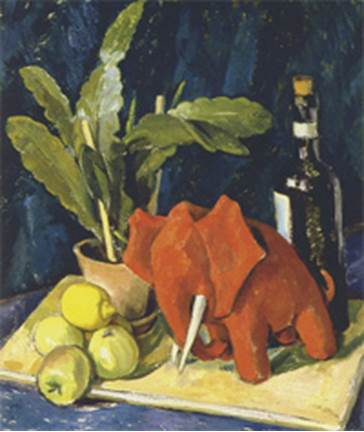
Stillleben mit rotem Elephanten, nach 1920
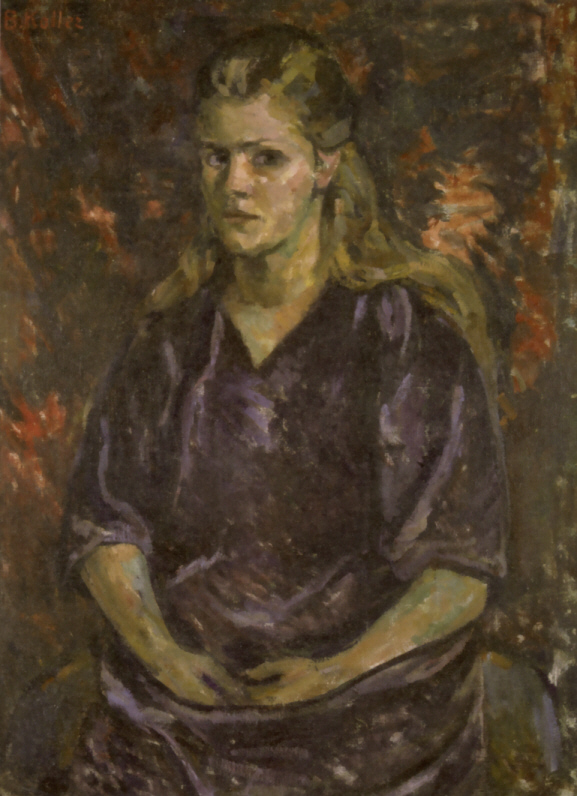
Anna Mahler, um 1921 (Anna Mahler war von 1920 bis 1923 Koller-Pinells Schwiegertochter)
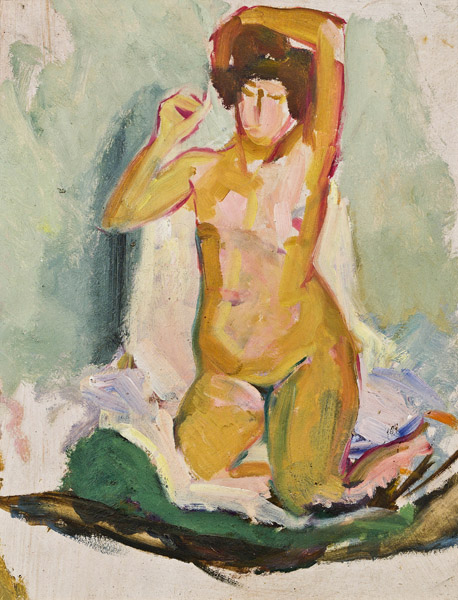
Kniender Akt, spätestens 1934